# La Hija de Dios
La Hija de Dios („Tochter Gottes“) ist ein Ort und eine zentralspanische Gemeinde (municipio) mit 75 Einwohnern (Stand: 2024) im Zentrum der Provinz Ávila in der Autonomen Gemeinschaft Kastilien-León.

## Lage
Der Ort La Hija de Dios liegt im Süden des Valle de Amblés auf der Nordseite des Iberischen Scheidegebirges in einer Höhe von ca. 1180 m ü. d. M. Die Stadt Ávila ist gut 35 km (Fahrtstrecke) in nordöstlicher Richtung entfernt. Der Río Adaja, ein Nebenfluss des Duero, fließt ungefähr 4 km nördlich am Ort vorbei. Das Klima im Winter ist kühl, im Sommer dagegen trotz der Höhenlage durchaus warm; die geringen Niederschlagsmengen (ca. 455 mm/Jahr) fallen – mit Ausnahme der nahezu regenlosen Sommermonate – verteilt übers ganze Jahr.

## Bevölkerungsentwicklung
| Jahr      | 1857 | 1900 | 1950 | 2000 | 2017 |
| Einwohner | 235  | 302  | 421  | 111  | 81   |

Der deutliche Bevölkerungsrückgang seit den 1950er Jahren ist im Wesentlichen auf die Mechanisierung der Landwirtschaft und den damit einhergehenden Verlust an Arbeitsplätzen zurückzuführen.

## Wirtschaft
Die Landwirtschaft (insbesondere die Viehzucht) spielt traditionell die größte Rolle im früher auf Selbstversorgung basierenden Wirtschaftsleben der Gemeinde. Einnahmen aus dem Tourismus in Form der Vermietung von Ferienwohnungen (casas rurales) sind in den letzten Jahrzehnten des 20. Jahrhunderts hinzugekommen. Ein Himmelsobservatorium befindet sich seit Jahren in der Planung.

## Geschichte
Im ersten Jahrtausend v. Chr. gehörte das Valle de Amblés zum Siedlungsgebiet der keltischen Vettonen. Römische, westgotische und selbst arabisch-maurische Spuren fehlen. Im 11. und 12. Jahrhundert wurde das Hochtal von den Christen wahrscheinlich mehr oder weniger kampflos zurückerobert (reconquista) und anschließend neu oder wieder besiedelt (repoblación).

## Sehenswürdigkeiten
Die Pfarrkirche San Miguel Arcángel ist dem Erzengel Michael geweiht und wurde erst um die Mitte des 20. Jahrhunderts erbaut. Der im Äußeren mit Granitsteinen verkleidete Bau präsentiert im Innern eine Ziegelsteinoptik; die Apsis ist durch eine Art Rippengewölbe besonders hervorgehoben. Die Fenster der Apsis sind rechteckig, die des Kirchenschiffs dagegen rund. Die catenoidalen Querschnitte des Portals, des kleinen Glockengiebels und des Kirchenschiffs erinnern an Bauideen Antoni Gaudís.